# Municipio de Creston (Nebraska)
El municipio de Creston (en inglés: Creston Township) es un municipio ubicado en el condado de Platte en el estado estadounidense de Nebraska. En el año 2010 tenía una población de 432 habitantes y una densidad poblacional de 4,65 personas por km².

## Geografía
El municipio de Creston se encuentra ubicado en las coordenadas 41°41′33″N 97°18′5″O / 41.69250, -97.30139. Según la Oficina del Censo de los Estados Unidos, el municipio tiene una superficie total de 92.87 km², de la cual 92,77 km² corresponden a tierra firme y (0,11 %) 0,1 km² es agua.

## Demografía
Según el censo de 2010, había 432 personas residiendo en el municipio de Creston. La densidad de población era de 4,65 hab./km². De los 432 habitantes, el municipio de Creston estaba compuesto por el 97,45 % blancos, el 0,93 % eran asiáticos, el 0,23 % eran isleños del Pacífico, el 0,69 % eran de otras razas y el 0,69 % eran de una mezcla de razas. Del total de la población el 2,08 % eran hispanos o latinos de cualquier raza.